# Newmarket Music
Newmarket Music is een Australisch platenlabel, waarop jazz, indie, folk, blues, country, popmuziek, wereldmuziek en roots-muziek verschijnt. Aanvankelijk was Newmarket Music, opgericht in 1993, een distributeur van jazz uit binnen- en buitenland, gaandeweg ging het ook platen uitbrengen. De meest releases zijn jazzplaten. Het label is gevestigd in Kensington.
Musici die op het label uitkwamen zijn onder meer:
Jazz: Don Rader, Kynan Robinson, George Washingmachine, Andy Vance, Brian Brown, Allan Browne, Kynan Robinson, Toby Wren, Joe Chindamo
Blues: Michael Charles, Matt Taylor
Country: Broderick Smith